# Bulbophyllum cylindrobulbum
Bulbophyllum cylindrobulbum là một loài phong lan thuộc chi Bulbophyllum.